# Padre Anchieta (Tranvía de Tenerife)
Padre Anchieta es el nombre de una parada de la línea 1 del Tranvía de Tenerife. Se encuentra en la calle Ángel Guimerá Jorge, en San Cristóbal de La Laguna, junto al Intercambiador de Transportes de La Laguna. Hasta comienzos de 2011 se ubicaba en la avenida de La Trinidad.
Inaugurada el 2 de junio de 2007, junto con todas las de la línea 1, recibe su nombre por una estatua cercana erigida en honor al Padre Anchieta, santo católico nacido en La Laguna y misionero en Brasil. En enero de 2011 la parada fue trasladada junto al nuevo Intercambiador de Transportes de La Laguna, a poca distancia de su ubicación original, comenzando a funcionar el 24 de enero en su actual ubicación.

## Líneas y conexiones

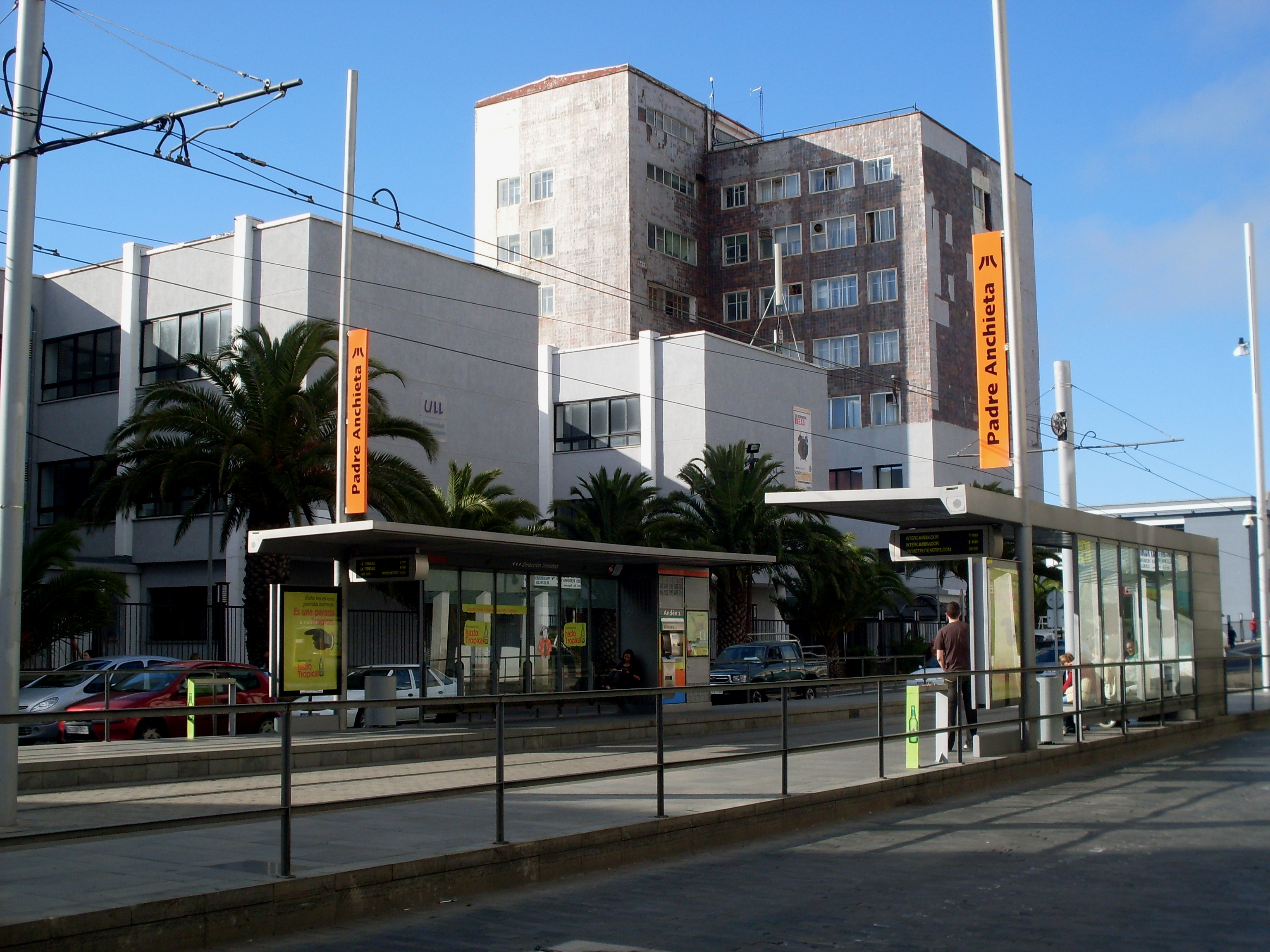
Antigua ubicación de la parada de Padre Anchieta en la Avenida de La Trinidad

### Tranvía
| Línea | Origen         | Destino  |
| ----- | -------------- | -------- |
|       | Intercambiador | Trinidad |

## Lugares próximos de interés
- Universidad de La Laguna: Campus Central y Campus de Anchieta
- Aparcamiento subterráneo de la Avenida de la Trinidad
- Residencia universitaria San Fernando
- Parque Los Dragos
- Intercambiador de Transportes de La Laguna
- Monumento al Padre José de Anchieta